# Hydrophylita aquivolans
Hydrophylita aquivolans är en stekelart som först beskrevs av Matheson och Crosby 1912.  Hydrophylita aquivolans ingår i släktet Hydrophylita och familjen hårstrimsteklar. Inga underarter finns listade i Catalogue of Life.